# Позив на побуну
Позив на побуну је кривично дело подстицања на побуну, нереде или насиље против законом успостављених грађанских власти, с циљем да се смени режим или уништи имовина. Будући да је појам позивања на побуну ограничен на организовање и подстицање опозиције да сруши власт, пре него да непосредно учествује у свргавању режима, позивање на побуну има статус тешког кривичног дела за степен мање од издаје. У САД, развијање неке заставе или залагање за поједине покрете, попут синдикализма, анархизма или комунизма, у појединим периодима третирано је као позив на побуну.
У новије време, судови темељније приступају сагледавању појединих случајева, како не би евентуално дошло до повреде права која гарантују слободу говора.